# Phylica hirta
Phylica hirta är en brakvedsväxtart som beskrevs av Neville Stuart Pillans. Phylica hirta ingår i släktet Phylica och familjen brakvedsväxter. Inga underarter finns listade i Catalogue of Life.